# Mathewrogersit
Mathewrogersit ist ein sehr selten vorkommendes Mineral aus der Mineralklasse der „Silikate und Germanate“ (ehemals Oxide und Hydroxide). Es kristallisiert im trigonalen Kristallsystem mit der chemischen Formel Pb7(Fe,Cu)GeAl3Si12O36(OH,H2O,□)6, ist also chemisch gesehen ein Blei-Eisen-Germanium-Aluminium-Silikat mit zusätzlichen Hydroxidionen. Strukturell gehört Mathewrogersit zu den Ringsilikaten (Cyclosilikaten).
Mathewrogersit bildet idiomorphe, nach {0001} dünnplattige Kristalle bis zu maximal 0,3 mm Größe oder halbkugelige bis kugelige Gruppen aus miteinander verwachsenen blättchen- und schüppchenförmigen Aggregaten, die einen radialstrahligen Aufbau zeigen und Größen von ca. 1 mm erreichen. Das Mineral wurde zusammen mit Queitit, Alamosit, Melanotekit, Kegelit, Larsenit, Schaurteit, Anglesit, Willemit, Leadhillit und Mimetesit in der Tsumeb Mine, Namibia, gefunden.

## Etymologie und Geschichte
Als Entdecker des Mathewrogersits gilt der australische Mineraloge John Innes (?–1992), in den späten 1970er Jahren Chefmineraloge der Tsumeb Corporation, dem das Mineral unter anderen Stufen aus Tsumeb aufgefallen war. Entsprechende Untersuchungen führten zur Feststellung des Vorliegens eines neuen Minerals, welches 1984 von der International Mineralogical Association (IMA) unter der Nummer „IMA 1984-042“ anerkannt und 1986 von einem deutsch-US-amerikanischen Forscherteam mit Paul Keller von der Universität Stuttgart und Pete J. Dunn von der Smithsonian Institution im Wissenschaftsmagazin „Neues Jahrbuch für Mineralogie, Monatshefte“ als Mathewrogersit beschrieben wurde.
Benannt wurde das Mineral nach Mathew Rogers, dem ersten Prospektor in Tsumeb. Rogers spielte eine wichtige Rolle bei der Auffindung des „Grünen Hügels“, aus dem sich die „Tsumeb Mine“ entwickelte. Mit der Erteilung einer Konzession über mehr als 50.000 km² zum Abbau von mineralischen Rohstoffen im Damaraland und Otavibergland an die South West Afrika Corp. am 12. September 1892 war die Auflage verbunden, umgehend eine Expedition in das Konzessionsgebiet zu entsenden. Diese unter der Leitung des Bergingenieurs Mathew Rogers stehende Expedition traf 1893 im Otavibergland ein. Rogers untersuchte zuerst die Vorkommen von „Gross Otavi“ und „Klein Otavi“ (Kombat). Er erhielt aber schon bald Kenntnis von weiteren Vorkommen, die von den Eingeborenen im Geheimen abgebaut wurden, und versuchte sie aufzufinden. Am 12. Januar 1893 stand Rogers vor dem von den Einheimischen „Tsautsomb“ genannten Erzausbiss von Tsumeb. Dessen Beschreibung in einem begeisterten Brief an die Direktion der South West Africa Corp. in London vom 21. Januar 1893 ist der erste schriftliche Bericht über Tsumeb, einer der legendärsten Lagerstätten der Welt. Teile dieses Briefes sind in Gerhard Söhnges Monographie über Tsumeb abgedruckt.

„I have been holding places of trust for the past 24 years, have visited various countries of the world, inspecting mines, mineral outcrops, and prospecting for minerals; have been associated with the minerals gold, silver, tin, copper and lead; but in the whole of my experience, I have never seen such a sight as was presented before my view at Soomep, and I very much doubt if I shall ever see such another in any other locality.“

Typmaterial des Minerals befindet sich im Archiv der Universität Stuttgart in der „Mineralogischen Sammlung von Professor Keller“ (Register-Nr. TM-84.42-TL-8904.01 am Standort 0/824-s27/2, Holotyp) sowie im zur Smithsonian Institution gehörenden National Museum of Natural History, Washington, D.C. (Cotyp).

## Klassifikation
In der veralteten 8. Auflage der Mineralsystematik nach Strunz war der Mathewrogersit noch nicht aufgeführt.
In der zuletzt 2018 überarbeiteten Lapis-Systematik nach Stefan Weiß, die formal auf der alten Systematik von Karl Hugo Strunz in der 8. Auflage basiert, erhielt das Mineral die System- und Mineralnummer VIII/E.02-040. Dies entspricht der Klasse der „Silikate“ und dort der Abteilung „Ringsilikate“, wo Mathewrogersit zusammen mit Margarosanit, Pseudowollastonit, Roeblingit und Walstromit eine unbenannte Gruppe mit der Systemnummer VIII/E.02 bildet.
Die von der International Mineralogical Association (IMA) zuletzt 2009 aktualisierte 9. Auflage der Strunz’schen Mineralsystematik ordnet den Mathewrogersit in die Klasse der „Silikate und Germanate“ und dort in die Abteilung „Ringsilikate (Cyclosilikate)“ ein. Hier ist das Mineral in der Unterabteilung „[Si6O18]12−-Sechser-Einfachringe ohne inselartige, komplexe Anionen“ zu finden, wo es als einziges Mitglied eine unbenannte Gruppe mit der Systemnummer 9.CJ.55 bildet.
In der vorwiegend im englischen Sprachraum gebräuchlichen Systematik der Minerale nach Dana hat Mathewrogersit die System- und Mineralnummer 78.03.01.01. Das entspricht der Klasse der „Silikate“ und dort der Abteilung „Unklassifizierte Silikatminerale“. Hier findet er sich innerhalb der Unterabteilung „Unklassifizierte Silikate: mögliche Ringsilikate“ als einziges Mitglied in einer unbenannten Gruppe mit der Systemnummer 78.03.01.

## Chemismus
Eine Mikrosondenanalyse an Mathewrogersit ergab 57,5 % PbO; 1,7 % FeO; 3,9 % GeO2; 0,8 % CuO; 5,9 % Al2O3; 0,1 % MgO; 26,2 % SiO2 und 1,9 % H2O. Auf der Basis von 12 Siliciumatomen pro Formeleinheit errechnete sich daraus die empirische Formel Pb7,08(Fe0,65Cu0,28Mg0,07)Σ=1,00Al3,18Ge1,03Si12O41,81H5,81, die zu Pb7(Fe,Cu)GeAl3Si12O36(OH,H2O,□)6 idealisiert wurde. Die der letzteren Formel etwa entsprechende Zusammensetzung Pb7(Fe0,67Cu0,33)GeAl3Si12O36(OH)5 verlangt 58,73 % PbO; 1,89 % FeO; 3,92 % GeO2; 0,9 % CuO; 5,75 % Al2O3; 27,10 % SiO2 und 1,70 % H2O.

## Kristallstruktur
Mathewrogersit kristallisiert trigonal in der Raumgruppe R3 (Raumgruppen-Nr. 146), R3 (Nr. 148), R32 (Nr. 155), R3m (Nr. 160) oder R3m (Nr. 166) mit den Gitterparametern a = 8,457 Å und c = 45,970 Å sowie drei Formeleinheiten pro Elementarzelle.
Die Struktur des Mathewrogersits ist noch unbekannt, es existieren auch keine strukturelle Beziehungen zu anderen Mineralen oder chemischen Substanzen.

## Eigenschaften

### Morphologie
Auf den beiden zum Zeitpunkt der Erstbeschreibung bekannten zwei Fundstücken mit Mathewrogersit ist das Mineral unterschiedlich ausgebildet und mit unterschiedlichen Sekundärmineralen vergesellschaftet. Mathewrogersit findet sich in subparallel verwachsenen idiomorphen, nach dem Basispinakoid {0001} dünnplattigen bis tafeligen Kristallen von maximal 0,3 mm Durchmesser, die einen sechseckigen Querschnitt aufweisen. Sie besitzen einen sechsseitigen Umriss aus winzigen, nicht indizierbaren Flächen, bei denen es sich um Rhomboederflächen handeln könnte. Ferner bildet Mathewrogersit schuppige bis stängelige Körner, die zu radialstrahligen halbkugeligen bis kugeligen Aggregaten von maximal 1 mm Durchmesser zusammentreten können.

### Physikalische und chemische Eigenschaften
Mathewrogersitkristalle sind farblos oder weiß bis blass grünlichgelb gefärbt, ihre Strichfarbe ist dagegen immer weiß. Die Oberflächen der wasserklaren, durchsichtigen Kristalle zeigen einen deutlichen glasartigen Glanz, wobei auf Spaltflächen ein schwacher Perlmuttglanz zu erkennen ist. Mathewrogersit besitzt eine hohe Licht- und eine sehr hohe Doppelbrechung (δ = 0,065).
Die Kristalle des Mathewrogersits zeigen eine sehr vollkommene Spaltbarkeit nach {0001}. Das Mineral weist eine Mohshärte von ≈ 2 auf und gehört damit zu den weichen Mineralen, die sich ähnlich wie das Referenzmineral Gips mit einem Fingernagel ritzen lassen. Die gemessene Dichte des Mathewrogersits beträgt ≈ 4,7 g/cm³, die berechnete Dichte 4,76 g/cm³.
Mathewrogersit ist in heißer Salpetersäure HNO3 gut löslich.

## Bildung und Fundorte
Mathewrogersit entsteht als typische Sekundärbildung in stark korrodierten Blei-Zinkerzen in der Oxidationszone einer in Carbonatgesteinen sitzenden komplexen Cu-Pb-Zn-Lagerstätte. Blei, Eisen und Germanium stammen dabei aus der Zersetzung primärer Germanium-Erze sowie sulfidischer Erzminerale wie Germanit, Renierit und Galenit.
Die Mathewrogersitkristalle sind auf einer Matrix aus Hämatit, Chalkosin und Quarz aufgewachsen. Ohne erkennbare Beziehungen zu Mathewrogersit kommen auf der gleiche Stufe die folgenden, ebenfalls sekundäre Bildungen darstellenden Begleitminerale vor: typische
weiße, perlmuttglänzende Rosetten aus Kegelit-Schuppen, weiße Schaurteit-Nadeln, kleine, ebenfalls tafelige, weiße oder wasserklare Leadhillit-Kristalle und braune, bis zu 1 cm große, idiomorphe Anglesit-Kristalle. Auf dem anderen Fundstück sind die Mathewrogersit-Aggregate eng mit anderen oxidischen Bleimineralen verwachsen. Älter als Mathewrogersit sind Leadhillit, Alamosit und Queitit, gleichalt ist Melanotekit. Mathewrogersit und Melanotekit kommen in zwei Generationen vor und sind direkt auf Alamosit oder auf Queitit aufgewachsen. Die jüngsten Minerale sind Willemit, Larsenit und Mimetesit.
Als sehr seltene Mineralbildung konnte Mathewrogersit bisher (Stand 2016) nur von einem Fundpunkt beschrieben werden. Seine Typlokalität ist die weltberühmte Cu-Pb-Zn-Ag-Ge-Cd-Lagerstätte der „Tsumeb Mine“ (Tsumcorp Mine) in Tsumeb, Region Oshikoto, Namibia. Der genaue Fundpunkt innerhalb der „Tsumeb Mine“ ist die 31. Sohle im E9-Pillar.

## Verwendung
Mathewrogersit ist aufgrund seiner Seltenheit lediglich für Mineralsammler interessant.